# Gradski stadion Velika Gorica
Das Gradski stadion Velika Gorica (deutsch Städtisches Stadion Velika Gorica) ist ein Fußballstadion mit Leichtathletikanlage in der kroatischen Stadt Velika Gorica in der Gespanschaft Zagreb. Die Sportstätte bietet Platz für 6000 Zuschauer. Der Hauptnutzer war bis 2009 der Fußballverein NK Radnik und seit 2009 der neugegründete HNK Gorica.

## Geschichte
Das städtische Stadion wurde im Zuge der Sommer-Universiade 1987 erbaut und am 30. Juni 1987 eröffnet. Das Eröffnungsspiel fand zwischen dem NK Radnik und der Jugoslawischen Studentennationalmannschaft statt.
Seitdem wurde die Anlage insgesamt drei Mal renoviert. Das erste Mal für die Sommer-Militärweltspiele 1999, 2010, um die Anforderungen der zweiten kroatischen Fußballliga zu erfüllen und 2019, nachdem das Stadion komplett mit Sitzplätzen ausgestattet wurde. Nachdem Radnik sich 2009 mit dem NK Polet zusammengeschlossen hatte, nutzt der Nachfolgeclub HNK Gorica das Gradski stadion Velika Gorica als Heimspielstätte.

### Länderspiele
2022 bestritt die kroatische Fußballnationalmannschaft der Frauen im Stadion von Velika Gorica ein Qualifikationsspiel für die Weltmeisterschaft 2023 gegen Rumänien. 
- 12. Apr. 2022:  Kroatien –  Rumänien 0:1 (0:1) (Qualifikation zur WM 2023)